# Іштван Томан
Іштван Томан (угор. Thomán István; 4 листопада 1862, Гуменне — 22 вересня 1940, Будапешт) — угорський піаніст-віртуоз, педагог. Серед учнів - Бела Барток.

## Біографія
Вивчав право у Відні і Будапешті, але в 1881 вступив до музичної академії, де вчився у Еркеля і Роберта Фолькмана. Двічі вигравав стипендію Ференца Ліста і з 1883 займався в його класі. Супроводжував Ліста в Веймарі, Римі та Байройті.
З 1888 — професор Музичної академії імені Ліста. Вийшовши на пенсію в 1907, викладав в приватній музичній школі; давав майстер-класи. Його учнями були, зокрема, Бела Барток, Ернст фон Донаньї, Золтан Кодай, Фріц Райнер, Лео Вейнер, Дьордь Цифра, Арнольд Секей, Етелька Фройнд, Імре Штефаняі та інші.
Концертував в Угорщині і за кордоном.
Автор пісень, рапсодій, експромтів. Склав збірник вправ «Фортепіанна техніка» (угор. A zongorazas technikaja).
Похований в Будапешті на кладовищі Керепеші.

## Сім'я
Батько — Давид Томан, мати — Роза Вайсбергер.